# Vionica (gmina Ivanjica)
Vionica (cyr. Вионица) – wieś w Serbii, w okręgu morawickim, w gminie Ivanjica. W 2011 roku liczyła 204 mieszkańców.